# Varför krig? En brevväxling
Varför krig? En brevväxling, tyska: Warum Krieg?: Ein Briefwechsel, engelska: Einstein-Freud Correspondence, är ett antal brev skrivna 1932, mellan juli och december, i Tyskland. I brevväxlingen utlägger fysikern Albert Einstein personliga teorier om mänsklighetens pågående krigföring. Diskursen dryftas tillsammans med psykoanalytikern och neurologen Sigmund Freud. Detta skriftliga samtal mellan två av 1900-talets främsta tänkare, båda upphovsmän till revolutionerande vetenskaper (den förre relativitetsteorin, den senare psykoanalysen), sammanställdes 1933 till en pamflett menad att spridas i Tyskland, England samt större delar av världen. Den tyske politikern Adolf Hitler tillträdde vid makten samma år (1933) och drev de två vetenskapsmännen i landsflykt. Warum krieg? bannlystes av tyska regeringen vilket medförde att den första tyska och engelska utgåvan enbart bestod av cirka 2 000 exemplar. De senare utgåvorna cirkulerade dock fritt runt i västra Europa.
Einstein och Freud trodde att fred endast kan uppnås då nationer gör avkall på sin suveränitet till favör för ett starkare internationellt verkställande organ. Båda var skeptiska till att detta skulle hända.
Boken inleds med ett förord från den brasilianske författaren Paulo Coelho som följs av Einsteins essä För en militant pacifism där Einstein med utgångspunkt från Benjamin Franklins ord "Det har aldrig funnits ett bra krig eller en dålig fred" frågar Freud om mänskligheten kan förverkliga en varaktig fred. Brevväxling mellan Albert Einstein och Sigmund Freud pågår tills essän Den goda jorden dör av rysk-amerikanska författaren Isaac Asimov avslutar boken.
Svensk översättning utfördes av Karl G. Fredriksson i samband med den svenska utgivningen 2003.

## Förord av Paulo Coelho
Paulo Coelho diskuterar ordet fred och argumenterar för sin definition.
| ”                                                         | Ordet "fred", eller dess inneboende betydelse "frid", är inte motsatsen till ordet "krig". Vi kan finna frid medan vi i våra hjärtan kämpar för våra drömmar. Mitt i ett åskväder, när vi känner att alla våra vänner förlorar hoppet, har vi fortfarande frid i våra sinnen, därför att vi kämpar för en rättvis sak. En mor som ammar sitt barn har frid i sinnet, även om diplomatin misslyckas, bomberna faller och soldater dör. En bågskytt som spänner bågen har frid i sinnet även om hans muskler är spända, hans kropp värker och hans händer darrar av den fysiska ansträngningen. Därför måste människor med god vilja finna en innebörd i ordet "fred". | „ |
| – Paulo Coelho, I förord till Varför krig? En brevväxling | |   |

## För en militant pacifism
För en militant pacifism är den inledande essän. I ett välkänt citat karaktäriserar Einstein sig själv som militant pacifist.
| ”                                                      | Det skulle finnas nog med pengar, nog med arbete, nog att äta, om vi fördelade världens rikedomar på ett riktigt sätt, istället för att låta oss förslavas under stelbenta ekonomiska doktriner eller traditioner. Framför allt får vi inte tillåta att våra tankar och strävanden dras från konstruktivt arbete och missbrukas till förberedelser för ett nytt krig. Jag är av samma mening som den store amerikanske statsmannen Benjamin Franklin som sa: "Det har aldrig funnits något gott krig och aldrig någon dålig fred". Jag är inte bara pacifist, jag är militant pacifist. Jag vill strida för freden. Det kommer aldrig att bli slut på krigen, om inte människorna själva vägrar att göra krigstjänst. | „ |
| – Albert Einstein, I sin essä För en militant pacifism | |   |

Einsteins militanta pacifism får likväl uttryck i Einstein–Szilárd brevet (utsänd till dåvarande amerikanska presidenten Franklin D. Roosevelt) där Einstein uttalar sig angående utvecklandet av atombomben inför fruktan om ett tyskt angrepp; samt i Russell-Einsteinmanifestet, där Einstein är en av elva vetenskapsmän att underteckna ett manifest (främst utarbetat av Bertrand Russell) som betonar faran med kärnvapen.

## Brev I
30 juli 1932, i  Caputh, Brandenburg vid Potsdam, förklarar Einstein bakgrunden till initiativet och formulerar sin frågeställning till Freud.
| ”                                                             | Jag är mycket glad över att jag, genom ett initiativ av Nationernas förbund och dess Internationella institut för andligt samarbete i Paris, getts tillfälle att i fritt meningsutbyte med en person som jag själv valt att få dryfta ett fritt valt problem; därigenom har jag fått ett unikt tillfälle att samtala med er om den fråga, som i det rådande världsläget tycks mig vara den viktigaste för civilisationen: Finns det något sätt att låta människorna slippa krigets olycka? | „ |
| – Albert Einstein, Första brevet i brevväxlingen Warum krieg? | |   |

## Brev II
I sitt första och enda brev i brevväxlingen, skrivet i Wien september 1932, anknyter Freud till sin teori drömtydning, och dåtidens psykologiska studier, för att, till Einstein, redogöra för sin tolkning om krig som fenomen. Freud ger skäl för att det är de animaliska drifterna som fått människan att inte sluta kriga och att förekomsten av döden förklarar bruket av våld.
| ”                                                          | (...) Ni [Albert Einstein] börjar med förhållandet mellan rätt och makt. Det är helt säkert den riktiga utgångspunkten för vår undersökning. Får jag dock drista mig till att ersätta ordet "makt" med det skarpare och hårdare ordet "våld"? Rätt och våld är för oss idag motsatser. Det är lätt att påvisa att det ena begreppet har utvecklats ur det andra, och om vi går tillbaka till begynnelsen och ser efter hur det hela började, så faller byggstenarna i problemets lösning utan vidare på plats. (...) Intressekonflikter människor emellan avgörs alltså i princip genom bruk av våld. Så är det i hela djurriket, och människan ska inte låtsas att hon inte tillhör detta, även om det i hennes fall visserligen tillkommer meningskonflikter som når den högsta graden av abstraktion och som tycks kräva en annan teknik för avgörandet. | „ |
| – Sigmund Freud, Andra brevet i brevväxlingen Warum krieg? | |   |

Vidare nämner Freud att det ej är en utopi att alla människor förblir pacifister; detta skulle då, inom överskådlig tid, ske genom ett sammanslaget inflytande av en viss kulturell attityd och berättigad rädsla inför framtida krigs verkningar, trots denna kommentar är Freud pessimistisk mot utsikterna att "bota" krig. Freud fastställer sin åsikt med resonemanget att grupptryck tidigt använts i små samhällen för att bestämma ägande som sedermera följts av fysiskt våld och nu tagit form i vapen. I sitt svar tenderar Freud att se tillbaks på historien och ger exempel på mongoliska, osmanska, romerska och franska krig för att på empirisk väg understödja teorin.

## Brev III
I det sista brevet, skrivet 3 december 1932, tackar Einstein för svar och uttrycker sitt mottagande.
| ”                                                                         | (...) När jag skrev till er var jag helt övertygad om det betydelselösa i min egen roll, som bara var avsedd att demonstrera min goda vilja, och där jag var det levande beviset som skulle fresta den makalösa fisken att nappa. Det svar ni givit mig är på alla sätt storartat. Vi kan inte veta vad som kommer att växa ur ett sådant frö, eftersom man aldrig kan veta hur människan kommer att reagera på någon som helst handling eller händelse. Detta ligger inte inom vår makt och vi behöver inte bekymra oss om det. | „ |
| – Albert Einstein, Tredje, och sista, brevet i brevväxlingen Warum krieg? | |   |

## Den goda jorden dör
Den goda jorden dör är en essä av rysk-amerikanska författaren Isaac Asimov och är ofta betraktad som en av pacifismens grundläggande texter.
| ”                                           | Den som ställer sig frågan hur många människor som jorden kan uthärda, gör bäst i att utgå från kontrollerbara siffror: uppskattningsvis finns det på jorden 20 biljoner ton levande celler, varav tio procent, eller 2 biljoner ton, utgörs av animaliskt liv. För det första kan den här siffran betraktas som ett maxvärde, eftersom växtlivet inte kan föröka sig kvantitativt utan att växtmassan, som tjänar som basnäringsmedel, förökar sig. | „ |
| – Isaac Asimov, I essän Den goda jorden dör | |   |

Asimov uppmanar mänskligheten att fatta rigorösa beslut för att jordens resurser inte ska ta slut. Han menar, i ett hyperboliskt tankeexperiment, att det kraftigt ökande antalet människor och det disträa hanterandet av jordens resurser kan leda till ett befolkningsmaximum år 2436.
| ”                                           | För tillfället orsakar den mänskliga kraftförsörjningen bara en oväsentlig temperaturförhöjning. Den här extra energin fördubblar sig emellertid vart 20:e år. I denna takt kommer den värmemängd som jorden måste stråla tillbaka att utgöra en procent av solenergin år 2436 och därmed kommer oacceptabla temperaturförändringar att uppträda. På grund av detta måste vi redan 300 år före den globala maxsiffran år 2436, då den mänskliga befolkningen har nått mindre än fem procent av sitt maximala antal, finna oss i en begränsning av energiförbrukningen. Vi skulle kunna förbättra situationen genom att använda energin mer ändamålsenligt, men detta användande kan inte överstiga 100 procent och innebär följaktligen ingen större förbättring. | „ |
| – Isaac Asimov, I essän Den goda jorden dör | |   |

## Albert Einstein föreWarum krieg?
I samband med de ökade politiska spänningarna 1932 förmedlade Einstein liknande kommentarer med den som framställs i Warum krieg?. 20 april 1932 gav han till den ryskspråkiga tidningen Nord-Ost, utgiven i Riga, Lettland, ett bidrag till seminariet Europa och Det Kommande Kriget.
| ”                                                                    | Så länge alla internationella konflikter inte är föremål för skiljedom och genomdrivande av beslut anlända vid skiljedom inte är garanterat, och så länge den krigiska produktionen inte är förbjuden kan vi vara säkra på att krig följer krig. Om inte vår civilisationen uppnår den moraliska styrkan att övervinna denna ondska, är den bunden att dela samma öde som tidigare civilisationer: nedgång och förfall. | „ |
| – Albert Einstein, I en intervju med ryskspråkiga tidningen Nord-Ost | |   |

26 april 1932, blir Einstein intervjuad av Arnold Kalisch, redaktör för tyska tidningsmagasinet Die Friedensfront, som frågar om han vill sponsra en bok mot krig av en tjeckoslovakisk fysiker.
| ”                                                   | Ingen tvekan om du vet hur angelägen jag är i att understödja allt som effektivt kan hjälpa slaget mot den militaristiska inriktningen hos allmänheten. Men jag har reservationer om den här boken. Om krigspsykos kan betraktas som en sjukdom i likhet med, säg, paranoia, då bör panik i ett möte likväl betraktas som en sjukhet. Det verkar vara helt normalt för människor att höja lite motstånd mot den emotionella attityden hos medmänniskor. I händelse av krig, för att beskriva den psykos som sedan må existera som sjukdom för oss inte ett enda steg närmare att lösa problemet med krig. | „ |
| – Albert Einstein, I en intervju med Arnold Kalisch | |   |